# 15675 Goloseevo
15675 Goloseevo eller 1978 SP5 är en asteroid i huvudbältet som upptäcktes den 27 september 1978 av den ryska astronomen Ljudmila Tjernych vid Krims astrofysiska observatorium på Krim. Den är uppkallad efter Goloseevo i Kiev.
Asteroiden har en diameter på ungefär 12 kilometer och den tillhör asteroidgruppen Agnia.